# Ivoclar Vivadent
Die Ivoclar Vivadent AG ist ein international tätiges Unternehmen in der Dentalbranche, das Produkte und Produktsysteme für Zahnärzte und Zahntechniker herstellt und vertreibt.

## Allgemein
Seit der Gründung 1923 in Zürich ist die Ivoclar Vivadent AG ein Privatunternehmen. Sie hat ihren Hauptsitz in Schaan im Fürstentum Liechtenstein. Von Schaan aus werden die Produkte in über 130 Länder der Welt geliefert. Das Unternehmen ist mit eigenen Tochtergesellschaften und Marketingniederlassungen in 30 Ländern vertreten und beschäftigt weltweit rund 3600 Personen.

## Produktbereiche
Ivoclar Vivadent ist in den drei Produktbereichen Direkte Füllungstherapie, Festsitzende Prothetik und Abnehmbare Prothetik tätig. Innerhalb dieser Bereiche bietet das Unternehmen Produkte und Produktsysteme an, die Zahnärzte und Zahntechniker während des Behandlungs- und Verarbeitungsprozesses unterstützen.

## Forschung und Entwicklung
Die Ivoclar Vivadent AG betreibt ein eigenes Forschungs- und Entwicklungszentrum mit über 240 Angestellten und kooperiert mit verschiedenen Instituten und Universitäten.

## Aus- und Weiterbildung
Mit dem International Center for Dental Education (ICDE) in Schaan verfügt die Ivoclar Vivadent AG auch über ein Kurs- und Fortbildungszentrum, das international durch regionale Schulungszentren ergänzt wird.